# 蒙罗芒
蒙罗芒（法語：Montromant，法語發音：[mɔ̃ʁɔmɑ̃]）是法国罗讷省的一个市镇，属于里昂区。

## 地理
蒙罗芒（45°42'29"N, 4°31'32"E）面积10.99 平方千米，位于法国奥弗涅-罗讷-阿尔卑斯大区罗讷省，该省份为法国中东部省份，北起顺时针与索恩-卢瓦尔省、安省、里昂大都会、伊泽尔省和卢瓦尔省接壤。
与蒙罗芒接壤的市镇（或旧市镇、城区）包括：库尔济约、圣热尼拉让蒂耶尔、迪埃尔讷。

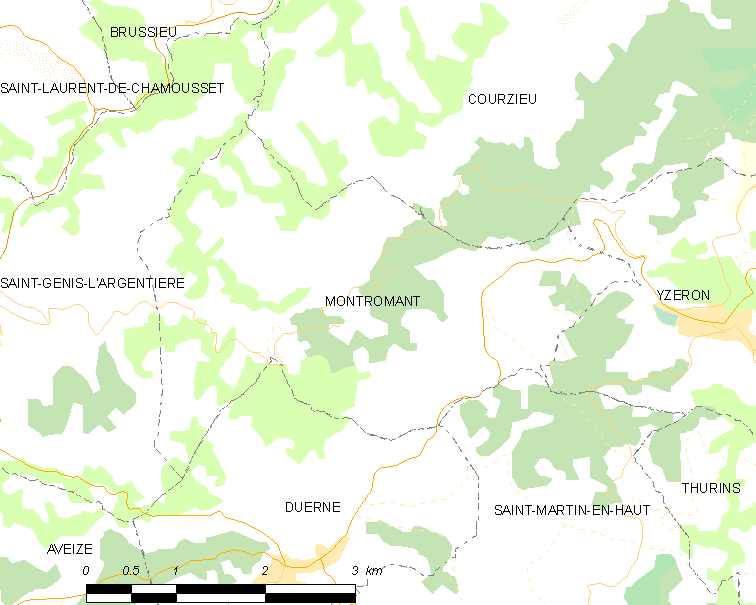
蒙罗芒的OSM定位图

蒙罗芒的时区为UTC+01:00、UTC+02:00（夏令时）。

## 行政
蒙罗芒的邮政编码为69610，INSEE市镇编码为69138。

## 政治
蒙罗芒所属的省级选区为拉尔布雷勒县。

## 人口

1962-2008年间蒙罗芒人口变化图示

蒙罗芒于2022年1月1日时的人口数量为447人。